# Hovanysson
Hovanysson (лат.) — род песочных ос из подсемейства Bembicinae (триба Nyssonini). Мадагаскар. Известно 2 вида.

## Описание
Мелкие осы. Вершина заднего бедра с небольшим ложкообразным выступом на внешней стороне. Вторая рекуррентная жилка переднего крыла заканчивается на субмаргинальной ячейке III. Задняя поверхность задних голеней гладкая, только с волосками и щетинками. Средние голени самца с двумя шпорами. Переднее крыло с 3 субмаргинальными ячейками. Птеростигма передних крыльев значительно меньше субмаргинальной ячейки II, медиальная жилка передних крыльев расходится перед cu-a. Метасомальный стернум I базально с двойным килем. Относится к трибе Nyssonini Handlirsch, 1925 и подтрибе Nyssonina Handlirsch, 1925. Биология неизвестна.
- Hovanysson albibarbis (Arnold, 1945)[5]
  - =Nysson albibarbis Arnold, 1945
- Hovanysson camelus (Arnold, 1945)
  - =Brachystegus camelus Arnold, 1945